# 소련의 농업집단화

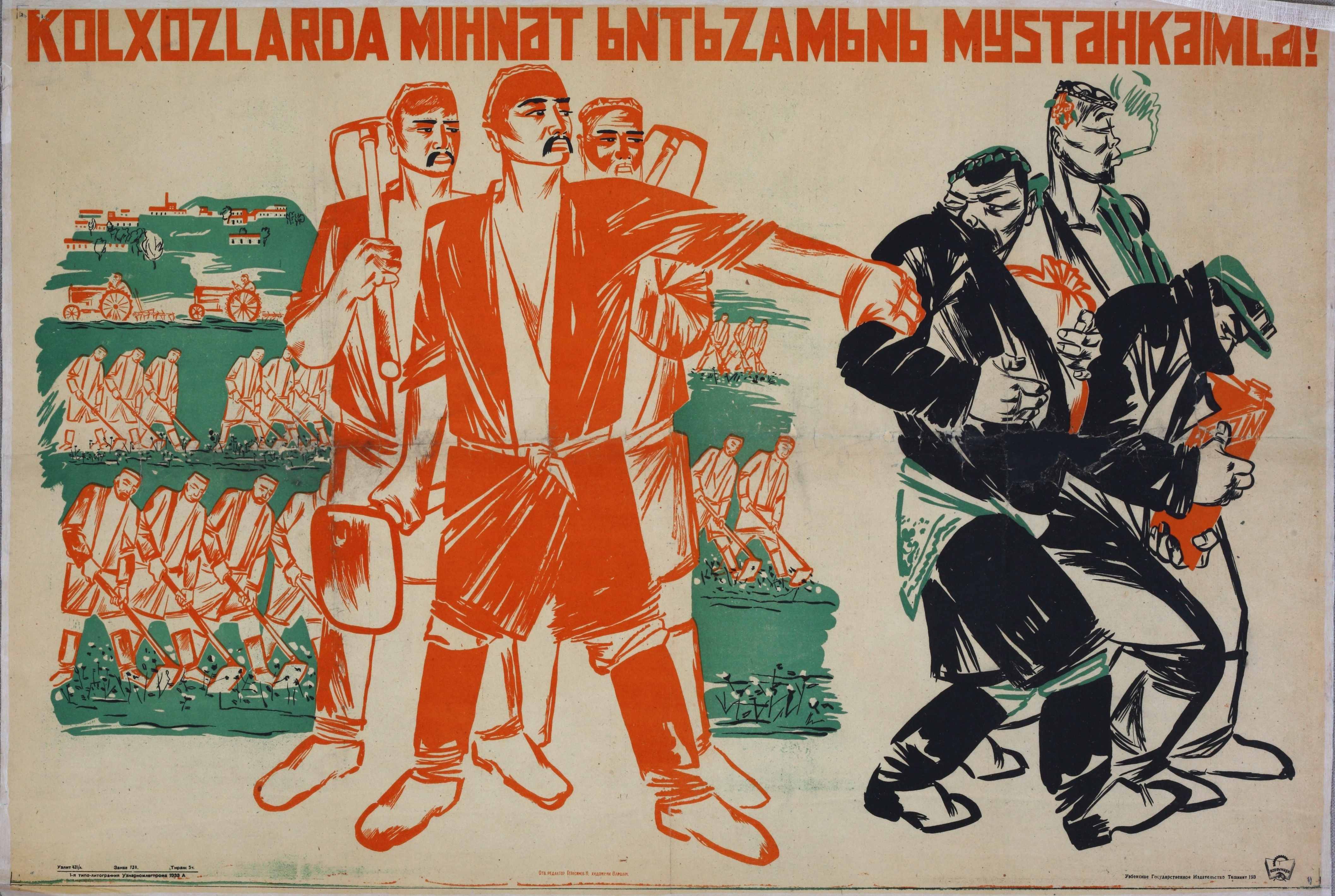
"집단 농장의 노동 규율 강화" – 소련의 선전 포스터, 소비에트 우즈베키스탄, 1933년 발행

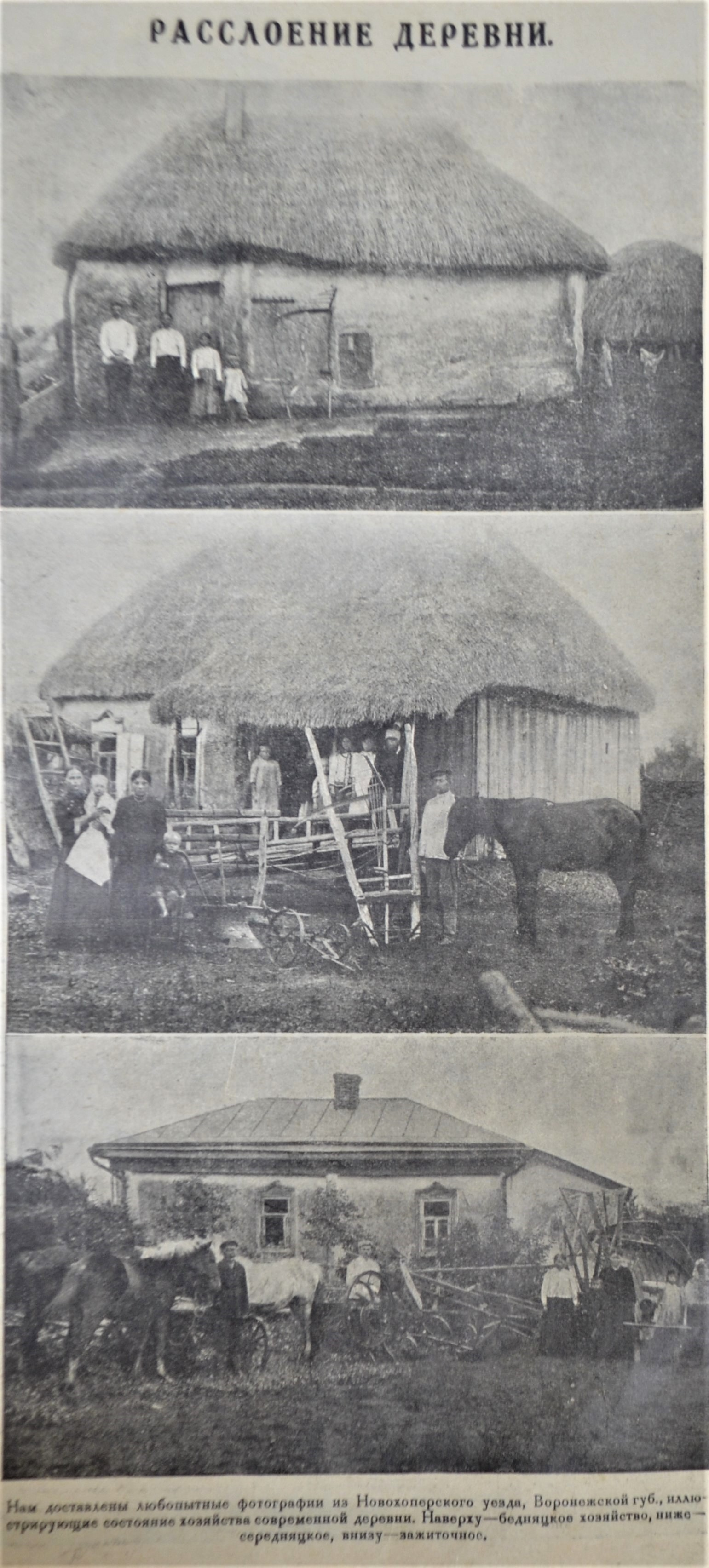
소련의 농민 분류 삽화: 빈농(bednyaks), 또는 가난한 농민; 중농(serednyaks), 또는 중간 소득 농민; 그리고 쿨라크, 대부분의 러시아 농민보다 큰 농장을 소유한 고소득 농민. 1926년 5월 프로젝터(Projector)에 게재됨.

소련은 1928년부터 1940년까지 농업 부문의 집단화(러시아어: Коллективизация)를 도입했다. 이는 제1차 5개년 계획 기간 중 시작되었고 그 일부였다. 이 정책은 개별 토지 소유와 노동력을 명목상 집단 통제 및 공개적 또는 직접적으로 국가 통제 농장, 즉 콜호스와 솝호스로 통합하는 것을 목표로 했다. 소련 지도부는 개별 농민 농장을 집단 농장으로 대체하면 도시 인구의 식량 공급, 가공 산업의 원자재 공급, 그리고 집단 농장에서 일하는 개인에 대한 국가 부과 할당량을 통한 농산물 수출이 즉시 증가할 것이라고 확신했다. 계획자들은 집단화를 1927년부터 발생한 농산물 유통 위기(주로 곡물 운송)에 대한 해결책으로 간주했다. 이 문제는 소련이 야심찬 산업화 프로그램을 추진하면서 도시 수요를 충족시키기 위해 더 많은 식량이 필요해지면서 더욱 심각해졌다.
1929년 10월, 약 7.5%의 농민 가구가 집단 농장에 속해 있었고, 1930년 2월까지 52.7%가 집단화되었다. 집단화 시대에는 몇 차례의 기근과 농민들의 집단화 저항이 있었다. 저항은 소련 정권에 대한 농민들의 시위와 무장 저항의 형태로 나타났다.

## 배경
러시아 내전 중에 도입된 전시공산주의 기간 동안 프로드라즈뵤르스트카 정책이 도입되었는데(동일한 정책은 10월 혁명 이전 제1차 세계 대전 중에도 사용되었다), 이는 농민들이 고정된 가격으로 농산물 잉여분을 내놓아야 함을 의미했다. 러시아 내전이 끝난 후, 신경제정책 (NEP)으로 경제가 변화했고, 특히 프로드라즈뵤르스트카가 덜 급진적인 프로드날로그 또는 "식량세"로 대체되었다.
레프 트로츠키와 반대파는 농업 협동조합과 자발적 기반의 집단 농장 형성을 제안하는 산업화 프로그램을 옹호했다. 피츠패트릭에 따르면, 학자들 간의 합의는 스탈린이 산업화와 집단화와 같은 문제에 대한 좌파 반대파의 입장을 채택했다는 것이다. 다른 학자들은 트로츠키의 경제 프로그램이 1928년 이후 스탈린이 시행한 강제적인 집단화 정책과는 그 시행과 관련된 잔혹성 수준 때문에 다르다고 주장했다.
주기적으로 토지를 재분배하는 기존의 공동체는 기술 개선을 거의 장려하지 않았고 소련 정부의 통제 범위를 벗어나는 권력의 원천을 형성했다. NEP 하에서 부유한 농민과 가난한 농민 간의 소득 격차는 상당히 작았지만, 볼셰비키는 여러 동물을 소유하고 소수의 노동자를 고용할 충분한 토지와 돈을 가진 농민들인 쿨라크를 목표로 삼기 시작했다. 쿨라크는 농산물 잉여분을 숨겨 놓은 것으로 비난받았다. 그러나 이 집단을 명확하게 식별하는 것은 어려웠는데, 전체 농민의 약 1%만이 노동자를 고용했고(이것이 마르크스주의적 자본가의 기본적인 정의이다), 국가 인구의 82%가 농민이었기 때문이다. 로버트 콘퀘스트에 따르면, "쿨라크"의 정의는 누가 사용하는지에 따라 달랐다. 스탈린의 제1차 5개년 계획에서 "이웃보다 소 두 마리나 5, 6에이커[~2헥타르] 더 많은 토지를 가진 농민"은 쿨라크로 낙인찍혔다.
대부분의 농민이 소유한 소규모 지분은 도시의 식량 부족을 초래했다. 곡물 생산량은 거의 전쟁 이전 수준으로 회복되었지만, 도시 시장을 위해 곡물을 생산했던 대규모 토지들이 분할되었다. 과도하게 비싼 공산품을 구매하는 데 관심이 없던 농민들은 농산물을 팔기보다는 직접 소비하기로 선택했다. 그 결과, 도시 거주자들은 전쟁 이전에 이용 가능했던 곡물의 절반만 볼 수 있었다. 혁명 이전에 농민들은 1600만 개로 분할된 2,100,000 km2의 토지만을 통제했으며, 러시아 전체 식량 생산량의 50%를 생산하고 전체 식량 생산량의 60%를 소비했다. 혁명 이후 농민들은 2500만 개로 분할된 3,140,000 km2의 토지를 통제했으며, 식량의 85%를 생산했지만 그들이 재배한 것의 80%를 소비했다(이는 전체 식량의 68%를 소비했다는 의미이다).
소련 공산당은 개인 농업에 대해 만족한 적이 없었고 집단화를 문제 해결을 위한 최선의 방법으로 보았다. 레닌은 "소규모 생산은 매일, 매시간, 원초적인 힘으로, 막대한 규모로 자본주의와 부르주아지를 끊임없이 낳는다"고 주장했다. 이념적 목표 외에도 이오시프 스탈린은 급진적인 중공업화 프로그램을 시작하려 했으며, 이는 증가하는 산업 노동자에게 식량을 공급하고 기계 수입 비용을 지불하기 위해(곡물 수출을 통해) 농업 부문에서 더 많은 잉여를 추출해야 했다. 사회적, 이념적 목표 또한 사람들에게 사회 서비스를 제공하고 국가에 권한을 부여할 협동 경제 기업에서 농민들을 동원함으로써 달성될 수 있었다. 스탈린은 농민들을 사회주의에 대한 주요 위협으로 간주하며 의심했다. 스탈린의 집단화 과정 사용은 식량 부족 문제를 해결할 뿐만 아니라, 농민들이 집단 농장 시스템과 국가가 명령한 곡물 획득에 순응하려는 의지에 대한 그의 더 큰 우려를 해소하는 데 기여했다.

## 1928년의 위기
이러한 곡물 수요 증가는 농촌 지역에서 저항을 받은 징발의 재도입으로 이어졌다. 1928년, 소련이 이웃 시장에서 구매한 곡물은 200만 톤 부족했다. 스탈린은 곡물이 생산되었지만 "쿨라크"들이 비축하고 있었다고 주장했다. 스탈린은 농민 편에 서 있는 것처럼 보이려 노력했지만 소용이 없었고, 농민들은 전반적으로 불공평하다고 생각하는 곡물 압수에 분개했다. 농민들은 불공평하다고 생각하는 압수에 항의하기 위해 할 수 있는 모든 것을 다했다. 가격을 올리는 대신, 정치국은 250만 톤의 곡물을 징발하는 비상 조치를 채택했다.
곡물 압수는 농민들을 낙담시켰고 1928년에는 곡물 생산량이 감소했으며, 정부는 다시 징발에 의존했는데, 충분한 양이 "쿨라크"들의 손에 없었기 때문에 곡물 대부분은 중간 농민들에게서 징발되었다. 이것이 빈농에게 미친 영향은 그들을 도시로 이주하게 만들었다. 농민들은 급속히 팽창하는 산업에서 일자리를 찾기 위해 이주했다. 그러나 이는 농민들이 농장에서의 습관을 가지고 오면서 도착 후 상당히 부정적인 영향을 미쳤다. 그들은 시간 엄수를 어려워했고 다소 부실한 직업 윤리를 보여주어 직장에서의 능력을 저해했다. 1929년, 특히 우랄-시베리아 방법의 곡물 조달 도입 이후, 곡물 압수에 대한 저항은 일부 폭력적인 저항 사건과 함께 널리 퍼졌다. 또한 대규모 비축(매장이 일반적인 방법이었다)과 불법적인 곡물 이동이 발생했다.
곡물 인도를 거부하는 상황에 직면하여, 1929년 11월 중앙위원회 전원회의에서 전국적인 집단화 프로그램을 시작하기로 결정했다.
농업인민위원회(Narkomzem)는 재산이 공동으로 소유되는 정도에 따라 여러 형태의 집단 농장을 제안했다.
- 공동 토지 경작 조합 (Товарищество по совместной обработке земли, ТОЗ/TOZ), 토지만 공동으로 사용하는 형태.
- 농업 아르텔 (초기에는 느슨한 의미였으나, 1930년 3월 인민위원회가 채택한 농업 아르텔 표준 조례를 통해 나중에 콜호스의 조직적 기반으로 공식화됨).
- 농업 공동체, 자원의 공동 사용 수준이 가장 높은 형태.

또한 농산물 가공을 위한 다양한 협동조합이 설치되었다.
1929년 11월, 중앙위원회는 콜호스와 솝호스 형태의 가속화된 집단화를 시행하기로 결정했다. 이는 농민들이 잉여 농산물을 공개 시장에 판매할 수 있도록 허용했던 신경제정책 (NEP)의 종식을 의미했다. 콜호스에 순응하고 가입하려는 농민들에게는 더 좋은 품질의 토지와 세금 감면 혜택이 주어졌고, 콜호스 가입을 꺼리는 농민들에게는 더 낮은 품질의 토지와 세금 인상으로 벌칙이 주어졌다. 농민들에게 부과된 세금은 스탈린이 우선순위로 삼았던 산업화 급진화를 주로 지원하기 위함이었다. 이러한 덜한 사회적 강제가 비효과적임이 입증되면 중앙 정부는 더 가혹한 형태의 국가적 강제에 의존할 것이다. 스탈린은 많은 쿨라크를 멀리 떨어진 집단 농장으로 보내 농업 노동 수용소에서 일하게 했다. 이에 대한 반응으로 많은 농민들은 저항하기 시작했고, 종종 도시에서 온 활동가들에 맞서 무장했다. 시위의 한 형태로, 많은 농민들은 동물들을 집단 농장에 넘겨주기보다는 식량으로 도축하는 것을 선호했고, 이는 가축의 대폭 감소를 초래했다.
집단화는 혁명 이래 장려되어 왔지만, 1928년에는 농경지의 약 1%만이 집단화되었고, 집단화를 장려하고 강제하려는 노력에도 불구하고, 다소 낙관적인 제1차 5개년 계획은 농장의 15%만이 집단적으로 운영될 것으로 예측했을 뿐이었다.

## 전면적인 추진, 1929년 겨울 – 1930년

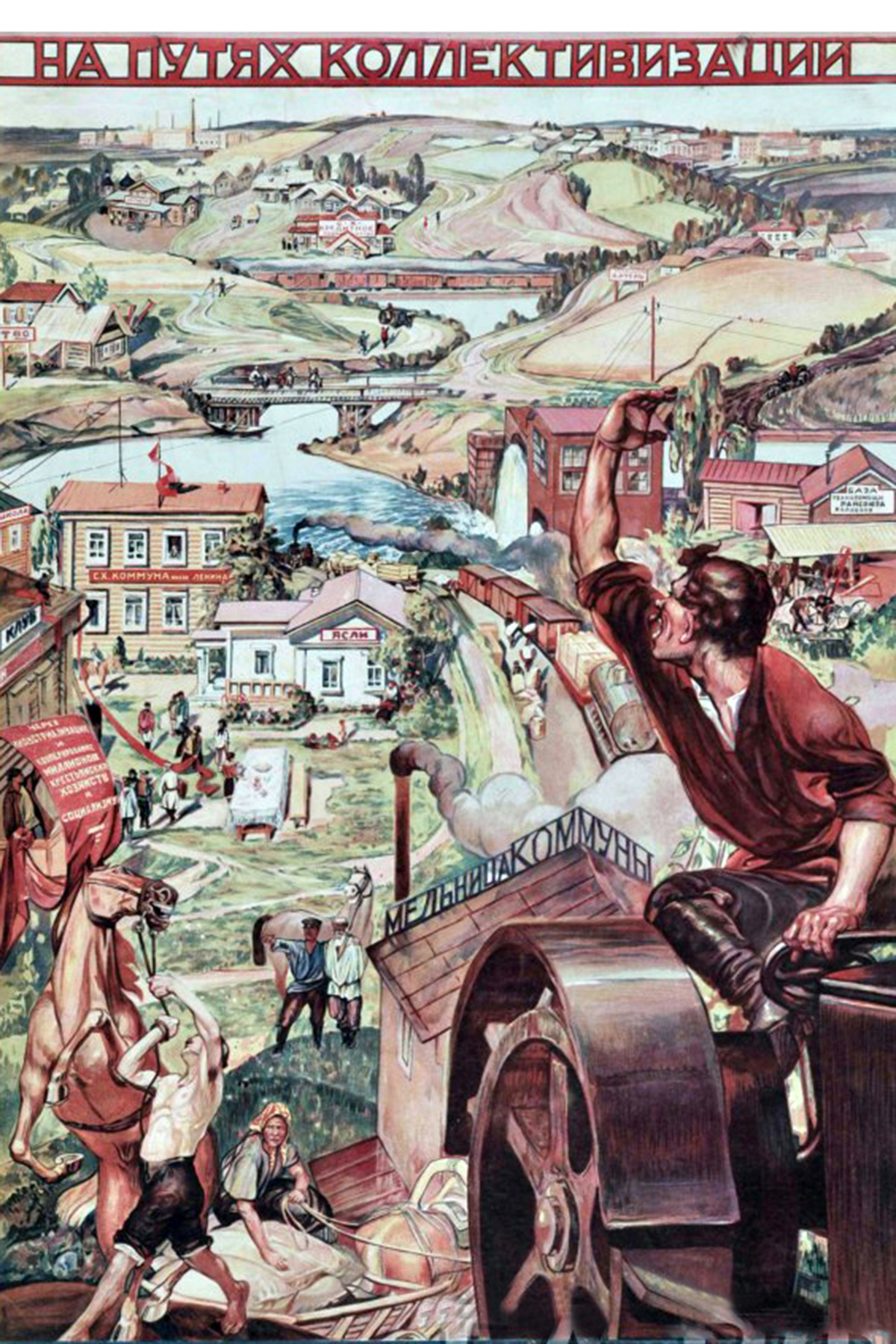
포스터 "집단화의 길", 1930

1929년 가을과 1930년 겨울에 상황은 급변했다. 1929년 9월부터 12월까지 집단화는 7.4%에서 15%로 증가했지만, 1930년 첫 두 달 동안 1,100만 가구가 집단 농장에 가입하여 총 비율을 거의 60%로 끌어올렸다.
집단화를 돕기 위해 당은 25,000명의 "사회 의식 있는" 산업 노동자를 농촌으로 파견하기로 결정했다. 이는 1929년부터 1933년까지 이루어졌으며, 이 노동자들은 25천인대("드바드차트퍄트티시아치니키")로 알려지게 되었다. 소련 관리들은 25천인대를 농촌으로 파견함으로써 곡물을 더 빠르게 생산할 수 있기를 희망했다. 그들은 북캅카스 및 볼가 지역의 주요 지역이 1931년까지 집단화되고, 다른 지역은 1932년까지 집단화되기를 바랐다.
집단화는 소련 농업을 현대화하고, 최신 과학 농업 기술을 사용하여 현대적인 장비로 경작할 수 있는 소포지로 토지를 통합하는 것을 목표로 했다. 미국의 포드슨 트랙터 (러시아어로 "Фордзон"이라고 불림)가 집단화에 대한 최고의 선전이었다고 종종 주장되었다.
농업 생산수단 (토지, 장비, 가축)은 완전히 "공동화"("обобществлены")되어야 했다. 즉, 개별 농민 가구의 통제에서 벗어나야 했다.

## "성공에 현기증"
집단화에 대한 열정이 너무 높아서 1930년 3월 2일자 프라우다 지에는 스탈린의 기사 성공에 현기증(러시아어: Головокружение от успехов)이 실렸는데, 여기에서 그는 이 과정의 일시적인 중단을 요구했다.
올해 2월 20일까지 소련 전역의 농가 중 50%가 집단화되었다는 것은 사실이다. 이는 1930년 2월 20일까지 우리가 집단화 5개년 계획을 100% 이상 초과 달성했다는 의미이다... 일부 동지들은 성공에 현기증을 느껴 일시적으로 명확한 사고와 냉철한 시야를 잃었다.
기사 발표 후 집단화에 대한 압력이 일시적으로 완화되었고 농민들은 집단 농장을 떠나기 시작했다. 1930년까지 농민의 23.6%만이 집단 농장에 속해 있었는데, 이는 그 수가 50% 감소했음을 의미한다. 그러나 곧 집단화는 다시 강화되었다. 특히 1931년 3월의 "О совхозном строительстве" 및 "О колхозном строительстве" 법령은 농민들이 집단 농장을 떠나는 것을 금지했다. 1936년까지 소련 농업의 약 90%가 집단화되었다.
이후 많은 저자들이 스탈린의 이 기사가 희생양을 찾아 자신의 과도한 행동에 대한 비난을 일선 간부들에게 돌리고 증가하는 불만을 진압하려는 것이었다고 주장했다.

## 농민들의 저항

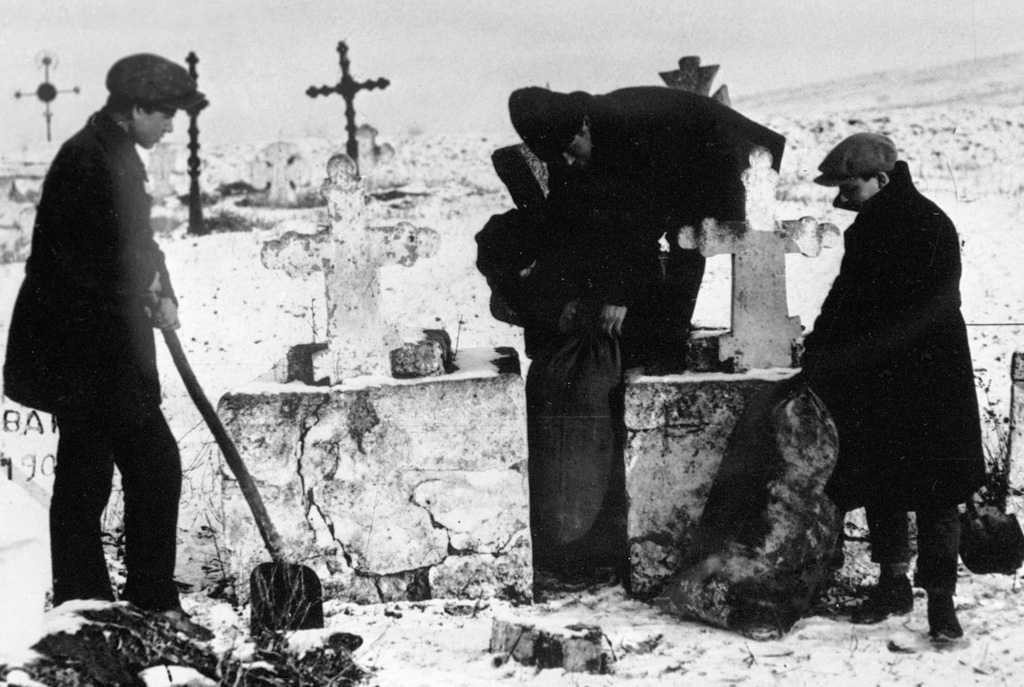
청년공산주의동맹이 우크라이나 묘지에 숨겨진 "쿨라크"의 곡물을 압수하는 모습

스탈린의 농업 집단화 시도는 그의 정권에 귀속된 전체 사망자 수에 중요한 역할을 했으며, 특히 300만에서 500만 명의 사망자를 낸 우크라이나 대기근이 그 증거이다. 일부 농민들은 집단화를 세상의 종말로 여겼다. 집단 농장(일명 콜호스) 가입은 결코 자발적인 것이 아니었다. 집단화 추진은 경험 많은 농민들로부터 거의 지지를 받지 못했다는 것은 당연하다.
지나치게 단순화된 의도는 시장에서 곡물을 유보하고 국가 집단 농장을 통해 전체 수확량과 식량 공급을 늘려 잉여금을 미래 산업화에 투자하는 것이었다. 쿨라크는 집단 농장을 위해 토지를 포기하거나 죽임을 당하거나 추방되거나 노동 수용소로 보내질 위험을 감수하도록 강요받았다. 경험 없는 도시 지역 농민들은 과잉 인력으로 간주되고 비효율적이며 수입 의존적이었던 농업 부문의 부족한 노동력을 대체하게 될 것이었다. 스탈린의 극도로 비효율적인 체제에서는 농업 생산량이 증가하기는커녕 감소했다.
엎친 데 덮친 격으로, 농민들에게 약속되었던 트랙터는 소련 산업 부문의 열악한 정책으로 인해 생산될 수 없었다.
할당량이 충족되지 않으면 스탈린은 특별 부대를 보내 찾아낸 모든 식량을 몰수함으로써 집단화를 강제했다. 쿨라크는 수집가들에게 기근이 불가피하다고 주장했지만, 수집가들은 쿨라크가 스스로 먹을 것이 있는지 여부에 관계없이 할당량을 채우기 위해 쿨라크로부터 먹을 수 있는 모든 것을 압수했다. 사람들이 식량을 숨긴 사례가 기록되어 있지만, 이는 생존을 위한 것이었다. 한 주목할 만한 사례는 아기 요람 아래에 밀가루를 숨긴 어머니였다. 여단이 그것을 찾았을 때, 그녀는 아기가 없으면 굶어 죽을 것이라고 울며 빌었다. 여단은 그래도 가져갔다. 스탈린은 기근이 있었다는 사실조차 거짓으로 부인했으며 언론인들의 집단 농장 방문을 금지했다. 흉작을 은폐하기 위해 소련 정부는 기근에 대해 쿨라크를 비난하는 격렬한 선전 캠페인을 벌였다. 선전은 쿨라크들이 가격이 높을 때 팔기 위해 작물을 숨겨 인위적인 식량 부족을 초래하고 있다고 주장했다.

### 집단화를 "두 번째 농노제"로
마을에는 집단화가 혼란, 굶주림, 기근, 그리고 작물과 가축의 파괴를 가져올 것이라는 소문이 돌았다. 소련 신문의 독해와 재해석은 집단화를 두 번째 농노제로 낙인찍었다. 마을 사람들은 옛 지주/농노주가 돌아오고 있으며, 집단 농장에 가입하는 마을 사람들은 굶주림과 기근에 직면할 것이라고 두려워했다. 농민들이 집단화를 두 번째 농노제로 믿는 더 큰 이유는 콜호스 가입이 강제적이었기 때문이었다. 농민들은 허락 없이 콜호스를 떠날 권리가 없었다. 국가 조달 수준과 작물 가격 또한 농노제 비유를 강화했다. 정부는 작물 대부분을 가져가고 터무니없이 낮은 가격을 지불했다. 1860년대 농노들은 아무것도 받지 못했지만, 집단화는 여전히 농민들에게 농노제를 상기시켰다. 그들에게 이 "두 번째 농노제"는 공산당이 혁명을 배신했다는 암호가 되었다. 농민들에게 혁명은 농민들에게 더 많은 자유와 토지를 주는 것이었지만, 대신 그들은 자신들과 소유하고 있던 모든 토지나 가축을 국가 정책에 따라 중앙 통제되는 '집단 농장'에 넘겨주어야 했다.

### 저항에서 여성의 역할
여성은 가족과 일상생활의 문제에 관한 소문을 전달하는 주요 매개체였다. 집단화가 자녀의 사회화, 여성 머리카락 수출, 공동 아내 공유, 악명 높은 공동 담요로 이어질 것이라는 두려움은 많은 여성들에게 영향을 미쳐 그들을 반란하게 만들었다. 예를 들어, 크림반도의 한 집단 농장이 코뮌이 되고 아이들이 사회화될 것이라고 발표되었을 때, 여성들은 곧 사회화될 가축을 죽여 아이들을 살렸다. 공산주의자들이 짧은 머리카락이 여성에게 더 도시적이고 산업적인 모습을 준다고 믿었다는 이야기는 농민 여성들을 모욕했다. 북캅카스의 한 마을에서 지역 활동가들이 실제로 모든 담요를 몰수하자, 마을 사람들 사이에 더 많은 공포가 퍼졌다. 공동 담요는 모든 남녀가 700미터 길이의 침대에서 700미터 길이의 담요 아래에서 잠을 자게 될 것이라는 의미였다. 역사학자들은 여성들이 "비합리적이고 비정치적인 시위의 가면을 쓰고" 집단 농장을 공격하기 위해 실제로는 믿지 않으면서도 이러한 소문을 이용했다고 주장한다. 여성들은 농민 남성들보다 보복에 덜 취약했기 때문에 훨씬 더 많은 것을 할 수 있었다.
여성 농민들은 관리들이 그들의 시위를 인식하는 방식 때문에 자신들의 행동에 대해 거의 책임을 지지 않았다. 그들은 "쿨라크로 추방될 예정인 농민들의 오두막 입구를 물리적으로 막고, 사회화된 씨앗과 가축을 강제로 되찾고, 관리들에 대한 공격을 주도했다." 관리들은 도망가고 숨어 폭동이 저절로 진정되도록 내버려두었다. 여성들이 재판에 회부되었을 때, 관리들은 여성을 문맹이고 농민 중 가장 후진적인 부분으로 보았기 때문에 남성보다 덜 가혹한 처벌을 받았다. 이의 한 특별한 사례는 벨로프카라는 러시아 마을에서 시위대가 지역 소비에트 구성원을 구타하고 그들의 집에 불을 지른 폭동이었다. 남성들은 주요 범인으로서 전적으로 책임이 있었다. 여성들은 경고의 목적으로 형을 선고받았지, 처벌의 목적으로는 아니었다. 그들이 인식되는 방식 때문에 여성들은 집단화에 대한 저항에서 필수적인 역할을 할 수 있었다.

### 종교 박해

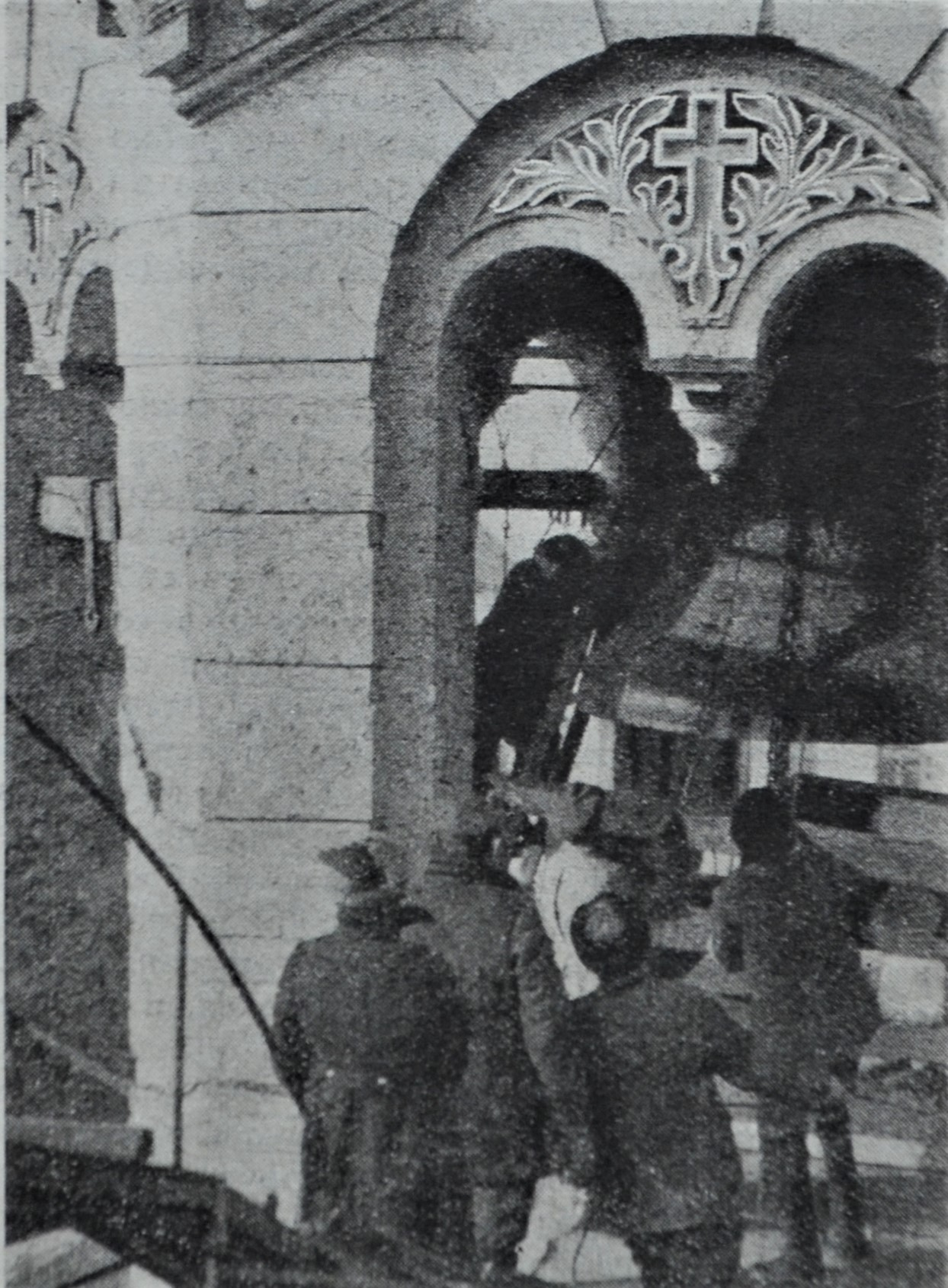
1930년 소련 키예프 성 볼로디미르 대성당에서 5000kg 종을 제거하는 모습

집단화는 농민들로부터 토지를 압수하는 것뿐만 아니라 교회를 폐쇄하고, 성상들을 불태우고, 사제들을 체포하는 것을 수반했다. 교회를 차르 체제와 연결시키면서, 소련 국가는 몰수와 탄압을 통해 교회를 계속 약화시켰다. 그들은 교회에 대한 국가 재정 지원을 중단하고 교회 학교를 세속화했다. 교회에 대한 공격이 너무 파괴적이어서 농민들은 공산주의자들을 무신론자와 연관시키기 시작했다. 공산주의자들의 종교와 교회 공격은 많은 농민들을 분노하게 하여 그들에게 반란을 일으킬 더 많은 이유를 주었다. 1929년 초부터 교회가 폐쇄된 후 폭동이 폭발했다.
소련 권력을 적그리스도와 동일시하는 것도 소련 정권에 대한 농민의 지지를 감소시켰다. 종교 박해에 대한 소문은 주로 구전으로 퍼졌지만, 전단지와 선언문을 통해서도 퍼졌다. 사제들은 적그리스도가 농민들에게 "악마의 표식"을 찍기 위해 왔고, 소련 국가는 농민들에게 더 나은 삶을 약속했지만 실제로는 그들을 지옥으로 보내고 있었다고 설교했다. 농민들은 집단 농장에 가입하면 적그리스도의 낙인이 찍힐까 봐 두려워했다. 그들은 신과 소련 집단 농장 사이에서 선택해야 했다. 구원과 파멸 사이에서 선택해야 하는 농민들은 국가 정책에 저항할 수밖에 없었다. 소련 국가를 적그리스도로 여기는 이러한 소문은 농민들이 정부에 굴복하는 것을 막는 역할을 했다. 종교와 교회에 대한 공격은 마을 내에서 종교를 지키는 여성들에게 가장 큰 영향을 미쳤다.
도브젠코의 영화 대지는 집단화가 교회에 대한 공격이라는 이유로 농민들의 회의론을 보여준다. 집단학살이라는 용어를 만든 라파엘 렘킨은 정교회 탄압을 홀로도모르 기근과 연관시켜 볼 때 우크라이나인에 대한 집단학살의 한 가지 요소로 간주했다.

## 결과

### 결과

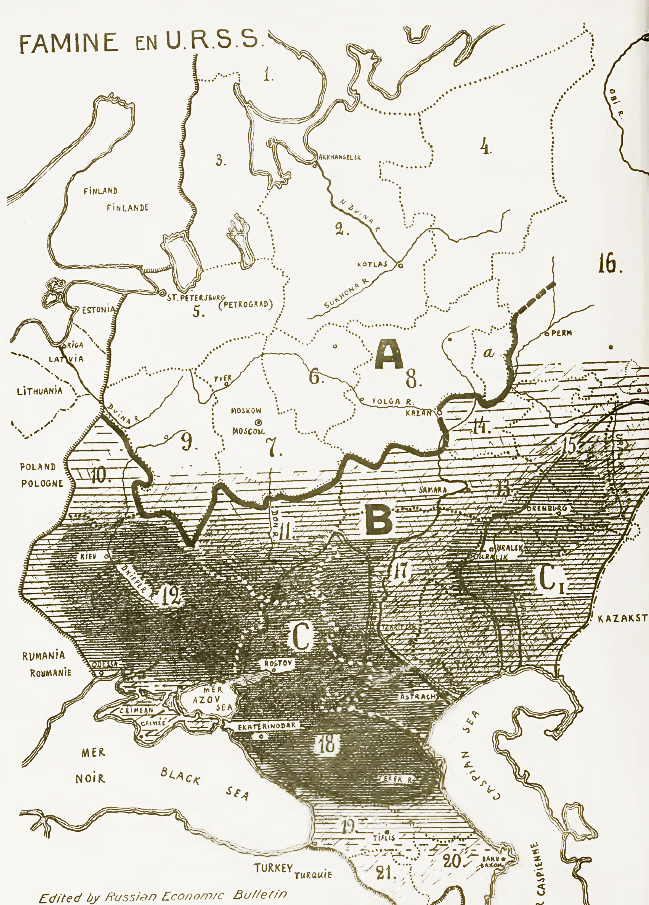
1932-1933년 소련 대기근. 가장 재앙적인 기근 지역은 검은색으로 표시됨.

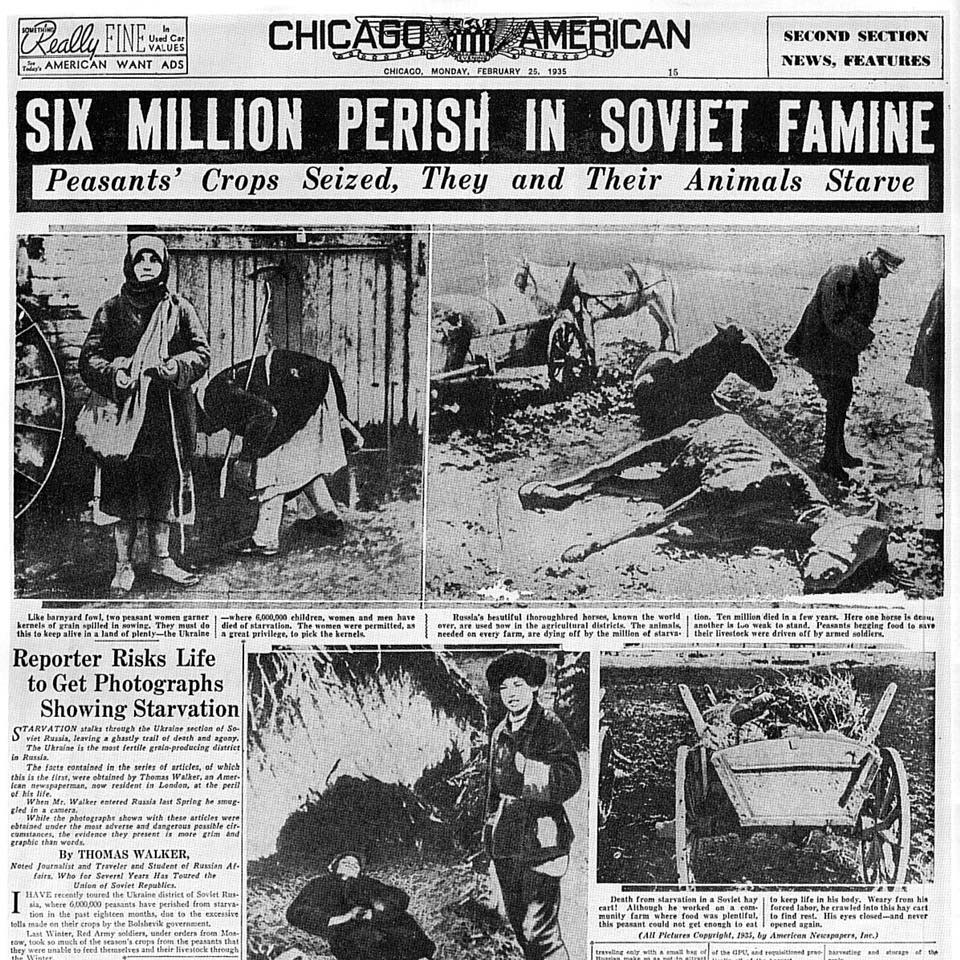
기근에 대한 정보를 담은 미국 언론

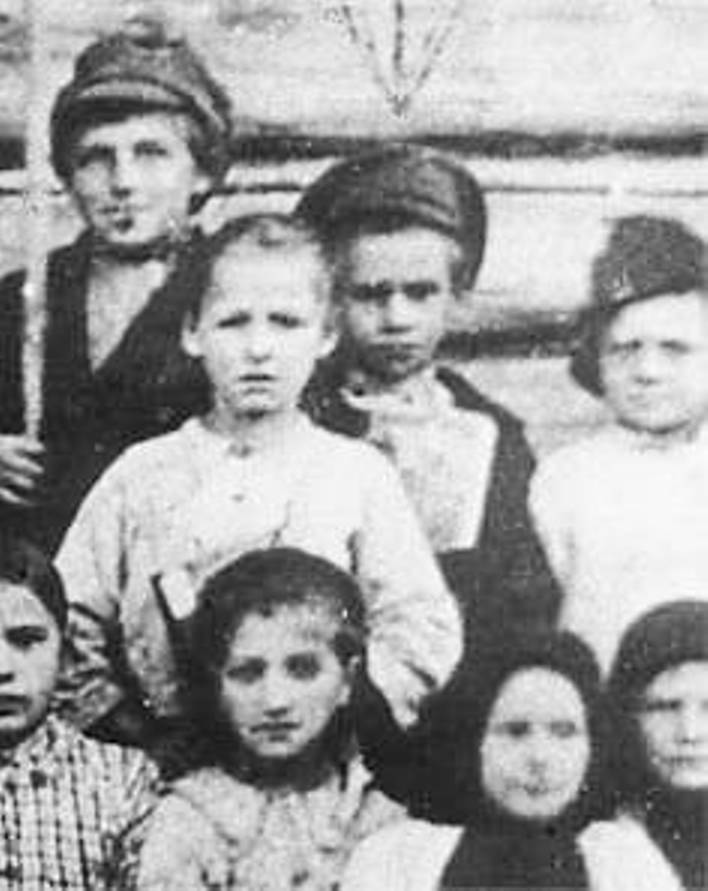
파블리크 모로조프 (두 번째 줄, 가운데): 그에게 알려진 유일한 생존 사진이다.

높은 정부 생산 할당량 때문에 농민들은 일반적으로 집단화 이전보다 노동에 대해 적게 받았고, 일부는 일하기를 거부했다. 멀 페인소드는 1952년 집단 농장 수입이 소련 집단 농장의 개인 농지 현금 수입의 4분의 1에 불과하다고 추정했다. 많은 경우, 집단화의 즉각적인 효과는 생산량 감소와 가축 수가 절반으로 줄어든 것이었다. 이후 농업 생산량 회복은 제2차 세계 대전 중 소련이 겪은 손실과 1946년의 심각한 가뭄으로 인해 방해받았다. 그러나 가장 큰 가축 손실은 돼지를 제외한 모든 동물에 대한 집단화로 인해 발생했다. 소련 내 소의 수는 1928년 3,320만 마리에서 1941년 2,780만 마리로, 1950년에는 2,460만 마리로 감소했다. 돼지 수는 1928년 2,770만 마리에서 1941년 2,750만 마리로, 1950년에는 2,220만 마리로 감소했다. 양 수는 1928년 1억 1,460만 마리에서 1941년 9,160만 마리로, 1950년에는 9,360만 마리로 감소했다. 말 수는 1928년 3,610만 마리에서 1941년 2,100만 마리로, 1950년에는 1,270만 마리로 감소했다. 1950년대 후반에 들어서야 소련 농장 동물 재고는 1928년 수준에 근접하기 시작했다. 농민들의 가축 도살은 상당했는데, 예를 들어 중앙 흑토 지역에서는 1930년 첫 3개월 동안 소의 25%, 양의 55%, 돼지의 53%, 닭의 40%가 도살되었다.
초기 계획에도 불구하고, 1932~1933년의 흉작과 함께 집단화는 기대에 미치지 못했다. 1929년과 1932년 사이에 농업 생산량이 대폭 감소하여 농촌에 기근이 발생했다. 스탈린과 공산당(CPSU)은 집단화에 저항을 조직하고 있던 부유한 농민들, 즉 '쿨라크' (러시아어: 주먹)를 비난했다. 소문에 따르면, 많은 쿨라크들은 높은 가격에 투기하기 위해 곡물을 비축하여 곡물 수집을 방해하고 있었다. 스탈린은 그들을 계급으로서 제거하기로 결정했다. 스탈린이 쿨라크를 제거하기 위해 사용한 방법은 재산 몰수, 강제 이주, 처형이었다. "우랄-시베리아 방식"이라는 용어는 스탈린이 만들어냈고, 나머지 주민들은 이를 "새로운 방식"이라고 불렀다. 형법 제107조는 국가가 곡물을 취득하는 법적 수단이었다.
소련 정부는 이러한 행위에 대해 농민들과 집단화에 반대하는 지역, 특히 우크라이나에 대한 식량 배급을 중단함으로써 대응했다. 곡물 할당량을 채우지 못한 농민들에게는 할당량의 5배에 해당하는 벌금이 부과되었다. 농민이 계속 불복종하면 농민의 재산과 장비는 국가에 몰수되었다. 이전 조치들이 효과가 없으면 불복종하는 농민은 추방되거나 망명되었다. 이 관행은 1929년 형법 제61조에 따라 합법화되었다. 많은 농민 가족들이 강제로 시베리아와 카자흐스탄의 추방 정착촌으로 재정착되었고, 그들 중 일부는 도중에 사망했다. 추정치에 따르면 약 100만 가구의 소위 '쿨라크' 가족, 또는 약 5백만 명이 강제 노동 수용소로 보내졌다.
1932년 8월 7일, 사회주의 재산 보호에 관한 법령은 콜호스 또는 협동조합 재산의 절도에 대한 처벌을 사형으로 선포했으며, "정상 참작할 만한 사정이 있는 경우"에는 최소 10년의 구금으로 대체될 수 있다고 명시했다. 일부가 이삭 법("Закон о колосках")이라고 부르는 이 법에 따라, 수확 후 집단 농장 밭에서 곡물을 손으로 줍거나 이삭 줍기를 한 농민(어린이 포함)은 국가 곡물 생산을 손상시킨 혐의로 체포되었다.
1932-1933년 소련 대기근 동안 570만에서 870만 명의 사람들이 굶주림으로 사망한 것으로 추정된다. 이는 스탈린의 집단화 프로그램으로 인한 총 사망자 수(직접 및 간접)가 약 1,200만 명에 달한다는 것을 의미한다. 1945년 얄타 회담에서 윈스턴 처칠이 이오시프 스탈린에게 기근으로 몇 명이 사망했는지 묻자, 소련 지도자는 어깨를 으쓱하는 동작으로 답했는데, 스탈린이 열 손가락을 들었기 때문에 역사학자들은 이를 집단화로 인해 천만 명이 사망했다는 직접적인 인정으로 인용했다는 대중적인 이야기가 있다.

### 시베리아
19세기 후반부터 시베리아는 러시아의 주요 농업 지역이었으며, 특히 남부 지역(현재의 알타이 변경주, 옴스크주, 노보시비르스크주, 케메로보주, 하카시야 공화국, 부랴티야 공화국, 이르쿠츠크주)이 그러했다. 스톨리핀의 재정착 프로그램은 제국 내 다른 지역에서 온 이민자들에게 많은 토지를 부여하여 1910년대에 부유한 농민 계층의 상당 부분을 형성하고 급속한 농업 발전을 촉진했다. 지역 상인들은 대량의 상표가 붙은 곡물, 밀가루, 버터를 중앙 러시아와 서유럽으로 수출했다.
1931년 5월, 서시베리아 지역 집행위원회는 (일급 비밀로 분류된) 특별 결의안을 통해 40,000명의 쿨라크 재산을 몰수하고 서시베리아 지역 북부의 톰스크주 내 "인구 밀도가 낮거나 무인" 지역으로 강제 이주시키도록 명령했다. 몰수된 재산은 분할 불가능한 집단 재산으로 콜호스에 이전되었고, 강제 이주민들의 콜호스 지분 기여를 나타내는 콜호스 지분은 "빈농 및 토지 없는 농민의 집단화 기금"(фонд коллективизации бедноты и батрачества)에 보관되었다. 시베리아에서는 부랴티야와 같은 지방에서 집단화에 반대하는 봉기가 발생했으며, 1929년 붉은 군대에 의해 진압된 반란이 일어났고, 1930년대 초에는 북시베리아의 네네츠족과 한티족의 봉기도 발생했다.
이후 이는 린 바이올라와 같은 역사학자들에 의해 볼셰비키 정부에 대항하는 농민들의 내전이자 농촌에 대한 식민지화 시도로 인식되어 왔다.

### 중앙아시아 및 카자흐스탄
1928년 소비에트 카자흐스탄 내에서 당국은 바이(bai)라고 불리는 부유한 카자흐인들로부터 가축을 압수하는 캠페인인 리틀 10월(Little October)을 시작했다. 몰수 캠페인은 카자흐인들이 다른 카자흐인들을 대상으로 수행했으며, 누가 바이이고 그들로부터 얼마나 몰수할지는 그 카자흐인들이 결정해야 했다. 이 참여는 카자흐인들을 카자흐 사회 변화에 적극적인 참여자로 만들기 위한 것이었다. 바이들을 대상으로 한 캠페인으로 인해 10,000명 이상의 바이들이 강제 이주되었을 수 있다. 주요 농업 활동이 유목이었던 지역에서 집단화는 대규모 저항과 상당한 가축 손실 및 몰수를 초래했다. 카자흐스탄의 가축은 소 7백만 마리에서 1백 6십만 마리로, 양 2천 2백만 마리에서 1백 7십만 마리로 감소했다. 이주 제한은 효과가 없었으며 50만 명이 중앙아시아 다른 지역으로, 150만 명이 중국으로 이주했다. 남아 있던 사람들 중 최대 100만 명이 결과적인 기근으로 사망했다. 몽골에서는, 이른바 '소련 종속국'에서 시도된 집단화는 800만 마리의 가축 손실 후 1932년에 포기되었다.
역사가 사라 캐머런은 스탈린이 카자흐인들을 굶어 죽일 의도는 없었지만, 일부 죽음을 정권의 정치적, 경제적 목표를 달성하기 위한 필요한 희생으로 보았다고 주장한다. 캐머런은 기근과 유목민에 대한 캠페인이 유엔 (UN) 정의상 집단학살은 아니지만, 물리적 절멸만큼이나 문화 파괴를 집단학살로 간주했던 라파엘 렘킨의 원래 집단학살 개념에는 부합한다고 믿는다. 역사가 스티븐 위트크로프트는 소련 기근에 관해 이 견해를 비판했는데, 그가 생각하기에 중앙 계획자들의 명목상 높은 기대는 그들의 행동의 궁극적인 결과와 그 결과가 기근이 될 것이라는 그들의 무지를 보여주기에 충분하기 때문이라고 믿기 때문이다. 니콜로 피안치올라는 캐머런보다 더 나아가 렘킨의 집단학살 관점에서 볼 때 소련 연방의 모든 유목민이 카자흐인뿐만 아니라 범죄의 희생자였다고 주장한다.

### 우크라이나
대부분의 역사학자들은 집단화로 인한 혼란과 농민들의 저항이 1932~1933년의 대기근, 특히 비옥한 토지(체르노젬)로 유명한 우크라이나 지역에 크게 기여했다는 점에 동의한다. 이 시기는 우크라이나어로 "홀로도모르"라고 불린다. 1921~1923년의 유사한 기근 동안에는 국내외에서 영향을 받은 지역 주민들을 지원하기 위한 돈과 식량 모금 캠페인이 많이 열렸다. 그러나 1932~1933년의 가뭄 기간 동안에는 비슷한 조치가 취해지지 않았는데, 주로 재앙에 대한 정보가 스탈린에 의해 억압되었기 때문이다. 스탈린은 또한 우크라이나 공산주의자와 지식인에 대한 숙청을 단행하여 해당 지역에 파괴적인 장기적 영향을 미쳤다. 많은 우크라이나 마을들이 식량 공급 방해로 간주되어 정부 법령에 의해 블랙리스트에 오르고 처벌받았다. 게다가, 영향을 받은 지역으로부터의 인구 이동이 제한되었다. 수상 작가 미하일 숄로호프와의 대화에서 스탈린에 따르면, 기근은 지방 당원들의 과잉 행동과 사보타주로 인해 발생했다.
나는 당신의 편지에 감사했다. 그것들은 우리 당-소비에트 업무의 문제점을 폭로하고, 적을 억제하려던 우리 노동자들이 때때로 무심코 친구를 때리고 사디즘으로 전락하는 모습을 보여주기 때문이다. ... 당신 지역 (그리고 당신 지역뿐만 아니라)의 존경받는 곡물 재배자들이 '이탈리아 파업'(사보타주!)을 벌였고, 노동자와 붉은 군대를 빵 없이 내버려 두는 것을 꺼리지 않았다. 사보타주가 조용하고 겉보기에 무해하다 할지라도 (피 흘림 없이), 존경받는 곡물 재배자들이 사실상 소비에트 권력에 대한 '조용한' 전쟁을 벌였다는 사실은 변하지 않는다. 굶주림의 전쟁, 친애하는 숄로호프 동지. 물론 이것은 당신이 확신하는 바와 같이 우리 노동자들이 저지른 만행을 정당화할 수 있는 어떤 방법도 되지 못한다. ... 그리고 그러한 만행에 책임이 있는 자들은 합당하게 처벌받아야 한다.

1933년 하르키우 거리의 굶주린 농민들

약 4천만 명이 식량 부족의 영향을 받았는데, 여기에는 모스크바 근처 지역도 포함되어 사망률이 50% 증가했다. 그러나 기근의 중심은 우크라이나와 그 주변 지역으로, 돈강, 쿠반, 북캅카스, 카자흐스탄을 포함하여 100만 명이 사망했다. 농촌 지역은 도시보다 더 큰 영향을 받았지만, 하르키우에서 12만 명, 크라스노다르에서 4만 명, 스타브로폴에서 2만 명이 사망했다.
기근 사망자에 대한 포괄적인 공식 기록은 알려진 바 없지만, 역사학자 R. W. 데이비스와 스티븐 G. 위트크로프트는 우크라이나에서 1932년부터 1933년까지의 모든 원인으로 인한 '등록 사망자' 통계 2,577,065명을 사용하여 1,544,840명의 '초과 등록 사망자'를 추정했다. 알렉 노브는 기근 동안 많은 지역에서 사망자 등록이 거의 중단되었다고 주장한다. 그러나, 기록 보관소에 등록된 사망자 수는 인구 통계 관리들에 의해 상당히 수정되었다는 지적이 있었다. 이전 버전의 데이터는 현재 수정된 통계보다 우크라이나에서 60만 명 적은 사망자를 보여주었다. 《공산주의 흑서》에서 저자들은 사망자 수가 최소 4백만 명이라고 주장하며, 대기근을 "우크라이나 민족의 집단학살"로 묘사한다.틀:Undue inline

### 라트비아
1940년 6월 소련의 라트비아 점령 이후, 이 나라의 새로운 통치자들은 문제에 직면했다. 전간기 농업 개혁으로 개인 농장이 확장되었기 때문이다. "인민의 적"과 난민의 재산, 그리고 30헥타르를 초과하는 재산은 1940-44년에 국유화되었지만, 여전히 토지가 없는 사람들에게는 각각 15헥타르의 토지가 주어졌다. 따라서 라트비아 농업은 본질적으로 개인 소규모 농지에 의존하게 되었고, 이는 중앙 계획을 어렵게 만들었다. 1940-41년에 공산당은 집단화가 강제적으로가 아니라 자발적으로 그리고 모범을 통해 이루어질 것이라고 반복해서 말했다. 집단화를 장려하기 위해 높은 세금이 부과되었고, 새로운 농장에는 정부 지원이 전혀 없었다. 그러나 1945년 이후 당은 자발적 접근 방식이 결과를 내지 못하자 억제된 접근 방식을 포기했다. 라트비아인들은 농노제 시대에도 존재했던 개인 농장(viensētas)에 익숙했고, 많은 농민들에게는 전간기 개혁으로 할당된 토지가 가족이 처음으로 소유한 것이었다. 게다가 농촌에는 집단 농장 생활의 혹독함에 대한 소문이 가득했다.
모스크바의 집단화 압력이 계속되었고 라트비아 당국은 고율의 세금과 농산물 국가 징발을 통해 개인 농민(점점 더 쿨라크 또는 부지라고 불림)의 수를 줄이려고 했다. 첫 콜호스는 1946년 11월에야 설립되었고, 1948년까지 단 617개의 콜호스가 설립되어 13,814개의 개별 농가(총 12.6%)를 통합했다. 이 과정은 여전히 너무 느리다고 판단되었고, 1949년 3월에는 13,000가구 미만의 쿨라크 가족과 많은 개인들이 확인되었다. 1949년 3월 24일부터 3월 30일까지 약 40,000명(±2000명)이 소련 전역의 다양한 지점으로 강제 이주 및 재정착되었다.
이러한 추방 이후, 수많은 농민들이 콜호스로 몰려들면서 집단화의 속도가 빨라졌다. 2주 이내에 1,740개의 새로운 콜호스가 설립되었고, 1950년 말까지 라트비아 농가의 4.5%만이 집단화된 단위 밖에 남아 있었다. 약 226,900개의 농가가 콜호스에 속해 있었고, 콜호스 수는 약 14,700개에 달했다. 농촌 생활은 농민들의 일상적인 움직임이 다른 곳에서 수립되고 중간의 비농업 계층을 통해 전달되는 계획, 결정, 할당량에 의해 지배되면서 변화했다. 새로운 콜호스, 특히 작은 콜호스들은 장비가 부족하고 빈곤했다. 처음에는 농민들이 1년에 한 번 현물로, 그 다음에는 현금으로 급여를 받았지만, 급여는 매우 적었고 때로는 농민들이 급여를 받지 못하거나 심지어 콜호스에 빚을 지기도 했다. 농민들은 여전히 집 주변에 작은 토지(0.5헥타르를 넘지 않음)를 가지고 있었고 그곳에서 스스로 식량을 재배했다. 집단화와 함께 정부는 사람들을 마을로 재정착시켜 개인 농가에서 생활하는 관습을 뿌리 뽑으려 했다. 그러나 소련이 주택도 옮길 계획이었기 때문에 돈 부족으로 이 과정은 실패했다.

## 집단화 진행 상황, 1927년–1940년
| 연도 | 집단 농장 수 | 집단 농장 내 농가 비율 | 집단 사용 경작지 비율 |
| ---- | ------------ | ---------------------- | --------------------- |
| 1927 | 14,800       | 0.8                    | –                     |
| 1928 | 33,300       | 1.7                    | 2.3                   |
| 1929 | 57,000       | 3.9                    | 4.9                   |
| 1930 | 85,900       | 23.6                   | 33.6                  |
| 1931 | 211,100      | 52.7                   | 67.8                  |
| 1932 | 211,100      | 61.5                   | 77.7                  |
| 1933 | 224,500      | 65.6                   | 83.1                  |
| 1934 | 233,300      | 71.4                   | 87.4                  |
| 1935 | 249,400      | 83.2                   | 94.1                  |
| 1936 | –            | 90.5                   | 98.2                  |
| 1937 | 243,700      | 93.0                   | 99.1                  |
| 1938 | 242,400      | 93.5                   | 99.8                  |
| 1939 | 235,300      | 95.6                   | –                     |
| 1940 | 236,900      | 96.9                   | 99.8                  |

출처: Sotsialisticheskoe sel'skoe khoziaistvo SSSR, Gosplanizdat, Moscow-Leningrad, 1939 (pp. 42, 43); 1927–1935년 보충 수치: Sel'skoe khoziaistvo SSSR 1935, Narkomzem SSSR, Moscow, 1936 (pp. 630, 634, 1347, 1369); 1937년: Great Soviet Encyclopedia, vol. 22, Moscow, 1953 (p. 81); 1939년: Narodnoe khoziaistvo SSSR 1917–1987, Moscow, 1987 (pp. 35); 1940년: Narodnoe khoziaistvo SSSR 1922–1972, Moscow, 1972 (pp. 215, 240).
집단화된 면적에 대한 공식 수치(위 표의 집단 사용 경작지 비율 열)는 두 가지 기술적 요인으로 인해 상향 편향되어 있다. 첫째, 이 공식 수치는 솝호스 및 기타 농업 사용자가 경작하는 면적을 제외한 농가 경작지 면적의 비율로 계산된다. 총 경작지 면적(국영 농장 포함)을 기준으로 한 추정치는 1935년에서 1940년 사이에 집단 농장의 비중을 약 80%로 줄인다. 둘째, 콜호스 회원(즉, 집단화된 농가)의 가정 농지는 집단 농장의 토지 기반에 포함된다. 가정 농지를 제외하면, 1940년 집단 경작지의 경작 가능 면적은 집단 농장 토지의 96.4%였고, 공식 통계에 나타난 99.8%가 아니었다. 1928년에서 1940년 사이에 집단화가 전면적으로 이루어졌다는 사실에는 논쟁의 여지가 없지만, 아래 표는 경작지 집단화 정도에 대한 다른(더 현실적인) 수치를 제공한다.
토지 사용자별 경작지 분포, 1928년 및 1940년
| 토지 사용자                        | 1928년  | 1940년  |
| ---------------------------------- | ------- | ------- |
| 모든 농장, '000 헥타르             | 113,000 | 150,600 |
| 국영 농장 (솝호스)                 | 1.5%    | 8.8%    |
| 집단 농장 (콜호스)                 | 1.2%    | 78.2%   |
| 가정 농지 (집단 농장 및 국영 농장) | 1.1%    | 3.5%    |
| 농가 농장 및 기타 사용자           | 96.2%   | 9.5%    |

출처: Narodnoe khoziaistvo SSSR 1922–1972, Moscow, 1972 (p. 240).

## 독일 점령 하의 탈집단화
제2차 세계 대전 중, 알프레트 로젠베르크는 동방 점령지 국가부 장관으로서 독일이 점령한 소련 지역에서 소련 집단 농장의 종식을 알리는 일련의 포스터를 발행했다. 그는 또한 1942년 2월에 농업에 관한 모든 소련 법규를 무효화하고 점령군에 협력할 의사가 있는 사람들을 위해 가족 농장을 복원하는 농업법을 발행했다. 그러나 탈집단화는 전시 식량 생산의 더 광범위한 요구와 상충되었고, 헤르만 괴링은 이름만 바꾸고 콜호스를 유지할 것을 요구했다. 아돌프 히틀러 자신은 토지 재분배를 '어리석은 짓'이라고 비난했다. 결국, 독일 점령 당국은 대부분의 콜호스를 유지하고 단순히 "공동 농장"(러시아어: Общинные хозяйства, 전통적인 러시아 공동체로의 회귀)으로 이름을 변경했다. 독일 선전은 이를 콜호스를 궁극적으로 개인 농장으로 해체하기 위한 준비 단계로 묘사했으며, 이는 독일군에게 의무 할당량의 농산물을 충실히 제공한 농민들에게 부여될 것이라고 했다. 1943년까지 독일 점령 당국은 콜호스의 30%를 독일이 후원하는 "농업 협동조합"으로 전환했지만, 아직 개인 농장으로 전환한 곳은 없었다.

## 같이 보기
- 스탈린주의 및 소련 문헌 목록 § 농업 및 농민
- 계급학살
- 토지에 관한 포고령
- 탈쿨락화
- 러시아와 소련의 가뭄 및 기근
- 이오시프 스탈린 치하 소련의 초과 사망률
- 소련의 역사 (1927년 ~ 1953년)
- 홀로도모르
- 땅 위에 근로 유대인 정착을 위한 사회
- 1932-1933년 소련 대기근
- 1946-1947년 소련 대기근
- 스탈린의 농민들: 집단화 이후 러시아 마을의 저항과 생존 (책)

## 추가 자료
- Ammende, Ewald. "Human life in Russia", (Cleveland: J.T. Zubal, 1984), Reprint, Originally published: London, England: Allen & Unwin, 1936, ISBN 0-939738-54-6
- 콘퀘스트, 로버트. 비통한 수확: 소련 집단화와 테러 기근, Oxford University Press, 1986.
- Davies, R. W. The Socialist Offensive (Volume 1 of The Industrialization of Soviet Russia), Harvard University Press (1980), hardcover, ISBN 0-674-81480-0
- Davies, R. W. The Soviet Collective Farm, 1929–1930 (Volume 2 of the Industrialization of Soviet Russia), Harvard University Press (1980), hardcover, ISBN 0-674-82600-0
- Davies, R. W., Soviet Economy in Turmoil, 1929–1930 (volume 3 of The Industrialization of Soviet Russia), Harvard University Press (1989), ISBN 0-674-82655-8
- Davies, R.W. and Stephen G. Wheatcroft. Years of Hunger: Soviet Agriculture, 1931–1933, (volume 4 of The Industrialization of Soviet Russia), Palgrave Macmillan (April, 2004), hardcover, ISBN 0-333-31107-8
- Davies, R. W.  and S. G. Wheatcroft. Materials for a Balance of the Soviet National Economy, 1928–1930, Cambridge University Press (1985), hardcover, 467 pages, ISBN 0-521-26125-2
- Dolot, Miron. Execution by Hunger: The Hidden Holocaust, W. W. Norton (1987), trade paperback, 231 pages, ISBN 0-393-30416-7; hardcover (1985), ISBN 0-393-01886-5
- Kokaisl, Petr. Soviet Collectivisation and Its Specific Focus on Central Asia Agris Volume V, Number 4, 2013, pp. 121–133, ISSN 1804-1930.
- 힌두스, 모리스. 붉은 빵: 러시아 마을의 집단화 [1931]. 블루밍턴, 인디애나: 인디애나 대학교 출판부, 1988. [{{{설명}}}]
- Laird, Roy D. "Collective Farming in Russia: A Political Study of the Soviet Kolkhozy", 캔자스 대학교, 로런스, 캔자스 (1958), 176 pp. [{{{설명}}}]
- 레빈, 모셰. 러시아 농민과 소련 권력: 집단화 연구, W.W. Norton (1975), trade paperback, ISBN 0-393-00752-9
- 미국 의회도서관 러시아 기록 보관소에서 드러난 사실: 집단화와 산업화 (당시 1차 자료)
- 마르텐스, 루도. 스탈린에 대한 또 다른 시각, Éditions EPO, 1994, 347 pages, ISBN 2-87262-081-8. 영어 번역은 "외부 링크" 섹션을 참조하시오.
- McCauley, Martin (2008). 《Stalin and Stalinism》 Revis,i판. Harlow, England: Pearson Longman. ISBN 978-1405874366. OCLC 191898287.
- Nimitz, Nancy. "Farm Development 1928–62", in Soviet and East European Agricultures, Jerry F. Karcz, ed. Berkeley, California: University of California, 1967.  [{{{설명}}}]
- Satter, David. Age of Delirium : The Decline and Fall of the Soviet Union, Yale University Press, 1996. [{{{설명}}}]
- Taylor, Sally J. Stalin's Apologist: Walter Duranty : The New York Times's Man in Moscow, Oxford University Press (1990), hardcover, ISBN 0-19-505700-7
- 토틀, 더글러스. 사기, 기근, 파시즘: 히틀러에서 하버드까지의 우크라이나 집단학살 신화. 토론토: Progress Books, 1987 [{{{설명}}}]
- Wesson, Robert G. "Soviet Communes." 럿거스 대학교 출판부, 1963 [{{{설명}}}]
- 자슬랍스카야, 타티야나. 제2차 사회주의 혁명, ISBN 0-253-20614-6